# RED 2
RED 2 (Retired and Extremely Dangerous 2) is een film uit 2013 van filmregisseur Dean Parisot. De film is geproduceerd door met name Summit Entertainment, di Bonaventura Pictures en DC Entertainment. Het is een vervolg op de film RED uit 2010 en gebaseerd op het stripverhaal Red van WildStorm/DC Comics. RED 2 gaat over een gepensioneerde CIA-agent, Frank Moses (Bruce Willis), die zijn team, dat bestaat uit Marvin Boggs (John Malkovich), Sarah Ross (Mary-Louise Parker) en Victoria (Helen Mirren), weer bijeenbrengt om een vermist nucleair wapen te vinden.

## Verhaal
Terwijl Frank Moses een normaal leven probeert te leiden met zijn vriendin Sarah Ross, wordt Frank benaderd door zijn vriend Marvin Boggs. Marvin is bang dat ze gevolgd worden, maar Frank negeert dit. Na een tweede poging om Frank te overtuigen, rijdt Marvin weg, maar zijn auto ontploft. Frank gelooft echter niet dat Marvin dood is, maar zijn vriendin Sarah haalt hem over om toch naar de begrafenis te gaan. Na de begrafenis wordt Frank benaderd door agenten van het DoD (het Amerikaanse Department of Defense) en wordt meegenomen voor een ondervraging. Tijdens de ondervraging verschijnt Jack Horton (Neal McDonough), die vrijwel al het personeel op het bureau doodt om tot Frank te komen. Hij dreigt met het martelen van zijn vriendin Sarah, om informatie van Frank te krijgen. Frank weet echter te ontsnappen met de hulp van Marvin, die blijkt in leven te zijn, en Sarah bij zich had. Marvin legt Frank uit waarom ze achterna worden gezeten, namelijk omdat hun naam (onterecht) vermeld was in de lijst van deelnemers in een geheime operatie genaamd Nightshade. Deze operatie was tijdens de Koude Oorlog uitgevoerd om een nucleair wapen onderdeel voor onderdeel de Sovjet-Unie in te smokkelen. Vervolgens worden de drie opgebeld door Victoria, die hun meedeelt dat ze een contract van de MI6 heeft geaccepteerd om hen te vermoorden. Tegelijkertijd wordt een professionele huurmoordenaar genaamd Han Jo-bae (Lee Byung-hun) ook ingehuurd om Frank te vermoorden.
Frank, Marvin en Sarah reizen af naar Parijs op zoek naar een man met de bijnaam "The Frog" (David Thewlis). Dit doen ze met het vliegtuig van Han, dat ze gestolen hebben, met de Amerikanen (onder leiding van Jack Horton) op hun hielen. Wanneer ze in Parijs aankomen, worden ze tegengehouden door Katya (Catherine Zeta-Jones), een Russische geheim agente en ex-vriendin van Frank. Katya is ook op zoek naar Nightshade en biedt aan om samen te werken om The Frog te zoeken. Ze vinden The Frog, maar hij spot hen en probeert te vluchten. Hij wordt echter weer gepakt door Frank en Katya. Hij wordt door Sarah overgehaald om hen te helpen en geeft hun de sleutel van zijn bankkluis. Katya bedriegt Frank echter en probeert de sleutel te stelen door Frank te verdoven. Later blijkt dat Marvin de sleutels had verwisseld en Katya dus een nepsleutel heeft gestolen. Frank, Marvin en Sarah openen vervolgens de kluis en vinden documenten die leiden naar Dr. Edward Bailey (Anthony Hopkins), de natuurkundige die de nucleaire bom van Operation Nightshade heeft ontworpen.
Het blijkt dat Bailey nog in leven is en opgesloten zit in een psychiatrische kliniek in Londen sinds 32 jaar. Het trio van Frank, Marvin en Sarah reist af naar Londen en worden geconfronteerd door Victoria. Zij helpt hen met het in scène zetten van hun dood. Vervolgens helpt zij hen ook met het verkrijgen van toegang tot de psychiatrische kliniek, door zich voor te doen als een patiënt. Frank en Victoria ontmoeten hierop Bailey, die erg hyperactief en afgeleid is. Na verloop van tijd vertelt Bailey dat de bom nog steeds in Moskou is. Ze reizen hierop naar Moskou, waar ze opnieuw worden aangevallen door Han. Na aan hem te ontsnappen, herinnert Bailey zich dat de bom in het Kremlin is verstopt. Ze breken in, in het Kremlin en vinden de bom. Wanneer ze proberen weg te komen, verschijnt Katya. Frank krijgt haar weer aan zijn zijde. Vervolgens wordt Frank gebeld door Victoria die hem vertelt dat Bailey was opgesloten omdat hij de bom af wilde laten gaan. Hierna bedreigt Bailey Frank met een pistool en bevestigt hij wat Victoria heeft gezegd. Hij onthult dat hij een deal had gemaakt met de Horton om weg te komen met de bom. Hij schiet Katya neer en laat het lijken alsof Frank dit heeft gedaan. Wanneer Bailey samen met Horton op het punt staat om weg te vliegen, wordt hij bedrogen door Horton, die Bailey wil ondervragen. Bailey weet echter te ontsnappen met zenuwgas dat hij zelf heeft ontwikkeld. Hij vlucht hierop naar de Iraanse ambassade in Londen. Frank probeert hem achterna te gaan, maar wordt opnieuw aangevallen door Han. Na een gevecht tussen de twee, weet Frank Han te overtuigen om hem te helpen en Bailey te stoppen.
Ondertussen komen Sarah en Marvin op verschillende manieren in de Iraanse ambassade. Marvin doet zich voor als een westerling die wil overlopen naar Iran en Sarah verleidt de Iraanse ambassadeur en gijzelt hem. Ze doet zich voor als een vrouwenrechtenactiviste. De rest komt de ambassade binnen in vermomming. Wanneer ze aankomen, blijkt dat het tijdmechanisme van de bom is geactiveerd. Bailey ontvoert Sarah en gaat naar een vliegveld om te ontsnappen aan de explosie. Frank, Marvin, Victoria en Han achtervolgen hem, maar worden zelf ook achtervolgd door de beveiliging van de Iraanse ambassade. Ze weten toch te ontsnappen en komen aan op het vliegveld. Frank weet Sarah te redden, maar is gedwongen om de bom met zich mee te nemen, uit het vliegtuig. Frank en Sarah keren terug naar de rest. Hierop blijkt dat Frank de daadwerkelijke bom had verstopt in het vliegtuig en slechts de lege koffer mee terugnam. De bom ontploft in het vliegtuig, niet ver van de kust. De film eindigt met een scène waarin Sarah zichtbaar plezier heeft op een missie met Frank en Marvin.

## Rolverdeling
- Bruce Willis als Frank Moses
- John Malkovich als Marvin Boggs
- Mary-Louise Parker als Sarah Ross
- Helen Mirren als Victoria Winslow
- Anthony Hopkins als Dr. Edward Bailey
- Lee Byung-hun als Han Cho Bai
- Catherine Zeta Jones als Katja Petrokovich
- Neal McDonough als Jack Horton
- Brian Cox als Ivan Simanov
- David Thewlis als The Frog
- Tim Pigott-Smith als Director Philips

## Productie
In januari 2011 werd aangekondigd door Summit dat de schrijvers Erich en Jon Hoeber waren ingehuurd om een script voor RED 2 te schrijven als vervolg op RED. Later gaf Helen Mirren aan dat ze mee zou doen in de film als ze gevraagd zou worden. In oktober dat jaar werden meer details gegeven over het verhaal en er werd een voorlopige release datum gegeven van 2 augustus 2013. In februari 2012 werd bekend dat er bijna een akkoord was met Dean Parisot om de film te regisseren. In mei 2012 werden Catherine Zeta-Jones en Byung-Hun Lee bekendgemaakt als acteurs in de film. Later werd bekend dat Anthony Hopkins de schurk Edward Bailey zou spelen als de planning met het filmen van het vervolg op de film Thor. Er waren ook onderhandelingen bezig met Neal McDonough, die uiteindelijk de rol van John Horton zou spelen.
In september 2012 werden de opnames begonnen in Montreal in Canada. Hier werd de producenten een belastingsvoordeel van 25% aangeboden op alle kosten die in de staat Quebec zouden worden gemaakt. Dit was een van de redenen om hier te filmen. Locaties in de stad Montréal leken erg op Europese steden, waaronder Londen en Parijs. Ook de aanwezigheid van een goede infrastructuur, zoals de aanwezigheid van studios en gekwalificeerd personeel, was belangrijk. Hierna werd ook in Londen gefilmd. In maart 2013 werd de releasedatum verschoven van 2 augustus naar 19 juli.

## Première
De galapremière van de film was op 11 juli 2013 in Los Angeles. De film draaide in bioscopen vanaf 18 juli in verschillende landen. Op 19 juli was de première in de Verenigde Staten. In Nederland was de première op 25 juli 2013. In België zal de film uitkomen op 28 augustus.
In het openingsweekend bracht de film $ 18 miljoen op, wat minder is dan de voorganger, die ruim $ 21,7 miljoen opbracht.

## Beoordeling
RED 2 werd door de meeste critici als matig beoordeeld. De film heeft op Rotten Tomatoes een score van 41% en op Metacritic een score van 47 (uit 100). De film wordt echter door het publiek een stuk hoger beoordeeld. RED 2 krijgt op Rotten Tomatoes een publieksscore van 71% en op Metacritic een 6,9 (uit 10).